# آدم كينزينجر
آدام دانييل كينزينجر (بالإنجليزية: Adam Daniel Kinzinger)‏ هو سياسي أمريكي من الحزب الجمهوري ولد في يوم 27 فبراير 1978 في بلدة كانكاكي في إلينوي. حصل على شهادة العلوم السياسية من جامعة ولاية إلينوي. انتخب كعضو في مجلس النواب الأمريكي في سنة 2010. كان من قلة الجمهوريين الذين صوتوا لعزل الرئيس الأمريكي دونالد ترامب على خلفية أحداث اقتحام كابيتول الولايات المتحدة 2021.